# Norman Braun (Architekt)
Norman Braun (* 30. August 1912 in Johannesburg/Südafrika; † 6. Juli 1986 in Berlin) war ein deutscher Architekt.

## Leben
Braun lebte seit 1916 in Berlin. Er studierte von 1931 bis 1937 an der Technischen Hochschule Berlin, Diplom bei Heinrich Tessenow. Seit 1937 Mitarbeiter im Büro von Hans Köhler, während des Zweiten Weltkriegs bei Egon Eiermann, wo er 1942–44 an Planung und Errichtung des Ausweichkrankenhauses in Beelitz-Heilstätten beteiligt war. Brauns Zeit bei Eiermann wurde von mehreren Kriegseinsätzen unterbrochen, die er bei einer bautechnischen Pioniereinheit ableistete.
Nach 1945 arbeitete Braun als freier Architekt. In den 1950er und 1960er Jahren wirkte er mit an den städtebaulichen Großprojekten in Charlottenburg-Nord (ausführender Architekt für die Berlin-Brandenburg-Aufbaugesellschaft), in der Gropiusstadt in Berlin-Neukölln und an der John-Locke-Siedlung in Berlin-Lichtenrade.

## Bauten in Berlin (Auswahl)

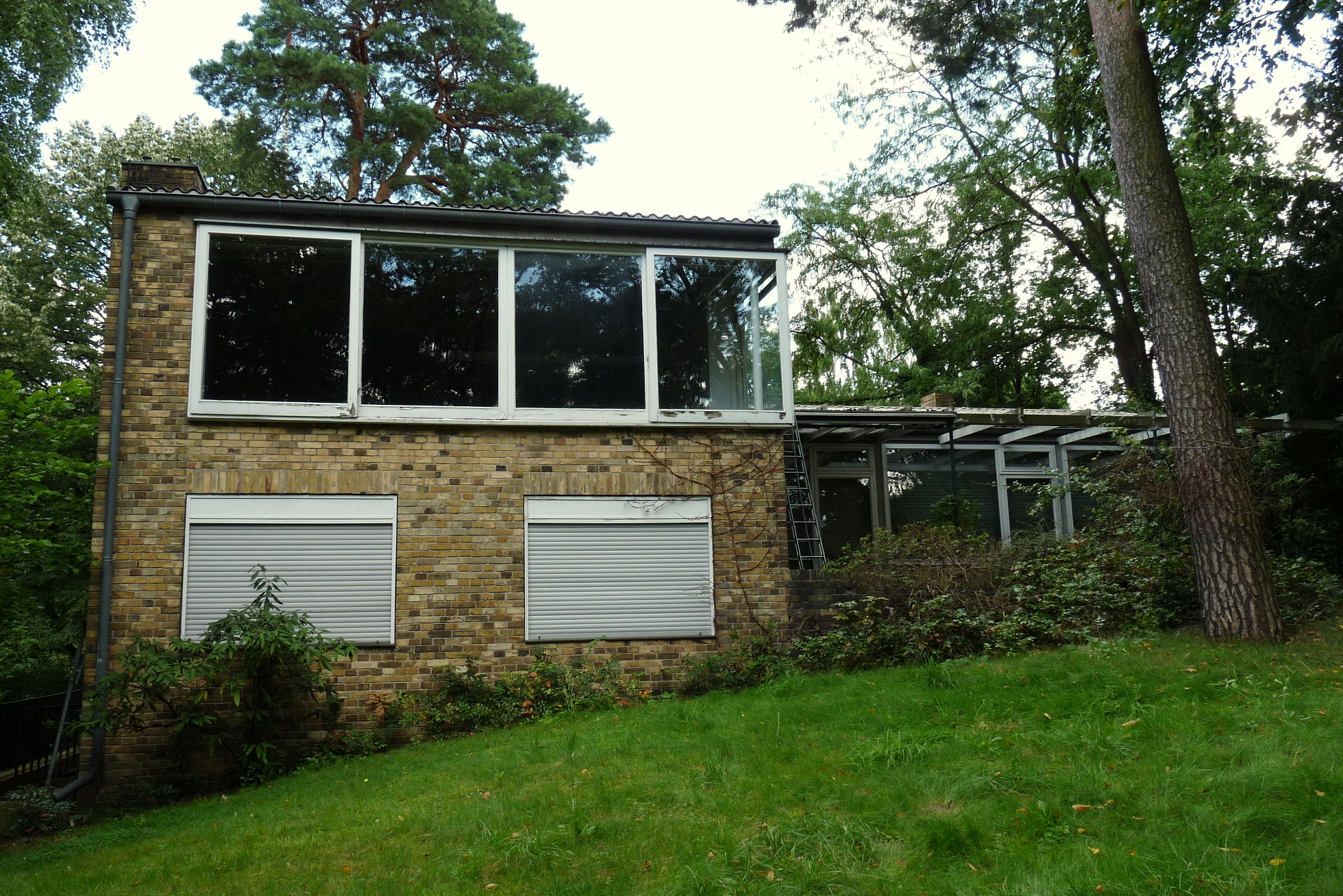
Eigenes Wohnhaus, 1956/57, Blick auf die Gartenfront

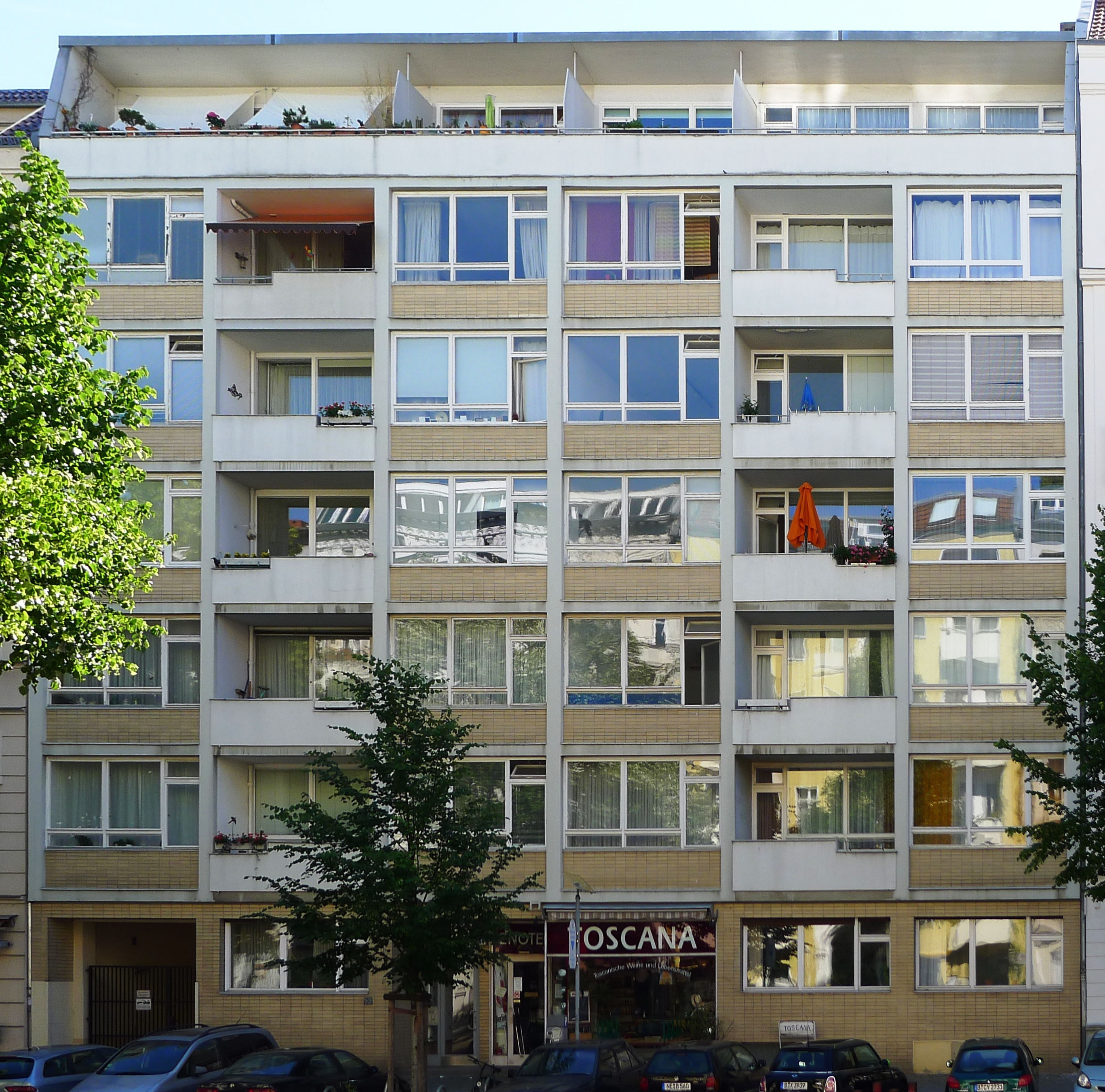
Wohn- und Geschäftshaus, Schlüterstraße 64, Berlin-Charlottenburg (1956)

- Kaufhaus Denninger, Breite Straße 25–29, Spandau (1950). 1963 um ein zweites Obergeschoss aufgestockt, Fassade bereits 1971 umgestaltet.[6]
- Wohnanlage und Ladenzeile Seegefelder Straße 58–62/Borkzeile 7–11, Spandau (1953/56).[7] Zeilenbebauung, Grün- und Freiflächen. Teilweise ungewöhnliche Raumaufteilung: durch die ganze Hausbreite reichende Wohnzimmer und Flure mit direktem Tageslicht.
- Reihenhäuser Heerstraße 163/165 und Am Rupenhorn 1, Berlin-Charlottenburg (1955).[8] Zwei Reihen zu je vier Eigenheimen.
- Mietshaus Schlüterstr. 64, Berlin-Charlottenburg (1956).[9] Geschäftsräume, fünf Wohngeschosse und ein sechstes zurückliegendes Geschoss. Große Fensterflächen, lederfarbene Fliesen.
- Neubau Französische Kirche mit Wohnhaus, Berlin-Wilmersdorf, Joachim-Friedrich-Str., zw. 1959–1961 erbaut
- Eigenes Wohnhaus, Am Rupenhorn 1b, Berlin-Westend (1956/57).[10] Vier Ebenen in Split-Level-Bauweise, großzügige Fensterfronten zur Gartenseite mit Ausblick über die Havellandschaft, gelbe Klinker, flaches Satteldach.
- Mietshaus Haeftenzeile 2–8, Charlottenburg-Nord (1956).[11] Recht konventioneller Bau, gemeinsam mit Werner Labes.
- Wohnhäuser Heerstraße 384–400, Berlin-Spandau (1957/58).[12] Moderne Etagenumlaufheizungen ermöglichten das Beheizen mehrerer Räume mit nur einem Ofen.
- Mietshaus Bismarckstraße 82/83, Berlin-Charlottenburg (1958).[13] Ladengeschoss, fünf Obergeschosse und ein sechstes zurückliegendes Teilgeschoss (nach 1990 umgebaut); helle Klinker, hellblaue Brüstungen an der Hoffassade.

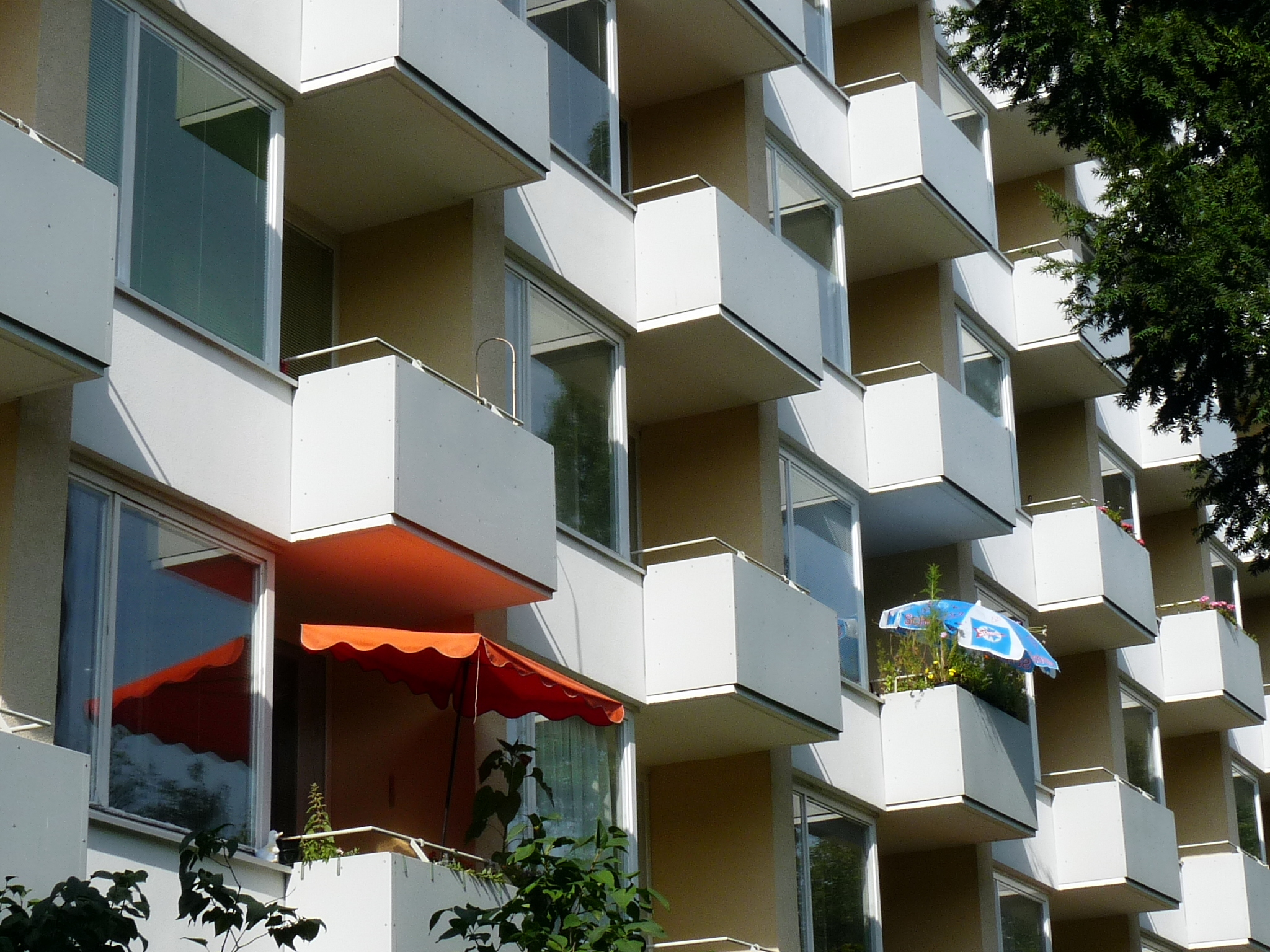
Fassadendetail Wohnhaus Loschmidtstraße, 1958/59

- Mietshäuser Otto-Suhr-Allee 50–68 und Loschmidtstraße 1–15/18–26/Alt-Lietzow 42, Berlin-Charlottenburg (1958/59).[14] Sechs- bis achtgeschossig, Flachdächer, schlichte Fenster wechseln mit Loggien ab. Ursprünglich variierten die Brüstungsstreifen der Stockwerke farblich von Haus zu Haus.
- Einkaufszentrum Halemweg 17, Charlottenburg-Nord (1960).[15] Atriumanlage mit 20 Läden und gärtnerisch gestaltetem Innenhof.
- Wohnanlage, Am Rupenhorn 4, Berlin-Charlottenburg (1960).[16] Errichtet im Auftrag des Senders Freies Berlin.
- Krowelstraße, Berlin-Spandau (1960/61).[17] Vier- und siebengeschossige Wohnkomplexe, gut durchsonnt.
- Wohnhäuser Heerstraße 277–283, Berlin-Spandau (1962/64).[18] Fünf Zeilenwohnhäuser in Nord-Süd-Ausrichtung mit insgesamt 116 Wohnungen.
- Grundschule am Regenweiher, Johannisthaler Chaussee 328, Gropiusstadt/Berlin-Neukölln (1963/65).[19] Vierflügelanlage in konventioneller ein- und zweigeschossiger Bauweise; für 20 Klassen und vier Vorschulklassen; Mehrzwecksaal, Turnhalle und Hausmeisterwohnung.
- Zeilenhochhaus Heerstraße 387/Sandstraße, Berlin-Spandau (1964/66).[20] Laubenganghaus für die GSW; Garagen im Erdgeschoss, Wohnungen erstrecken sich über mehrere Etagen.
- 78 Einfamilienhäuser zwischen Sandstraße und Vogelzeile, Berlin-Spandau (1965/66).[21] Flachdachbauten in Reihenhausformation.
- Wohnhäuser Wollankstraße 34–53, Berlin-Gesundbrunnen (1966/67).[22]
- Friedhofskapelle auf dem Französischen Kirchhof, Wollankstraße 50, Berlin-Gesundbrunnen (1967).[22]
- Hochhäuser Hakenfelder Straße, Berlin-Spandau (1968/69).[23] 132 Zwei- bis Vierzimmerwohnungen auf 17 bzw. 18 Etagen, Süd- und Westbalkone mit Ausblick über den Spandauer Forst.

## Archive
Bibliothek und beruflicher Nachlass Norman Brauns befinden sich im Baukunstarchiv der Akademie der Künste (Berlin). Im Bundesarchiv Berlin liegt die Akte zur Pflichtmitgliedschaft in der Reichskulturkammer.